# Pietro Bussolo

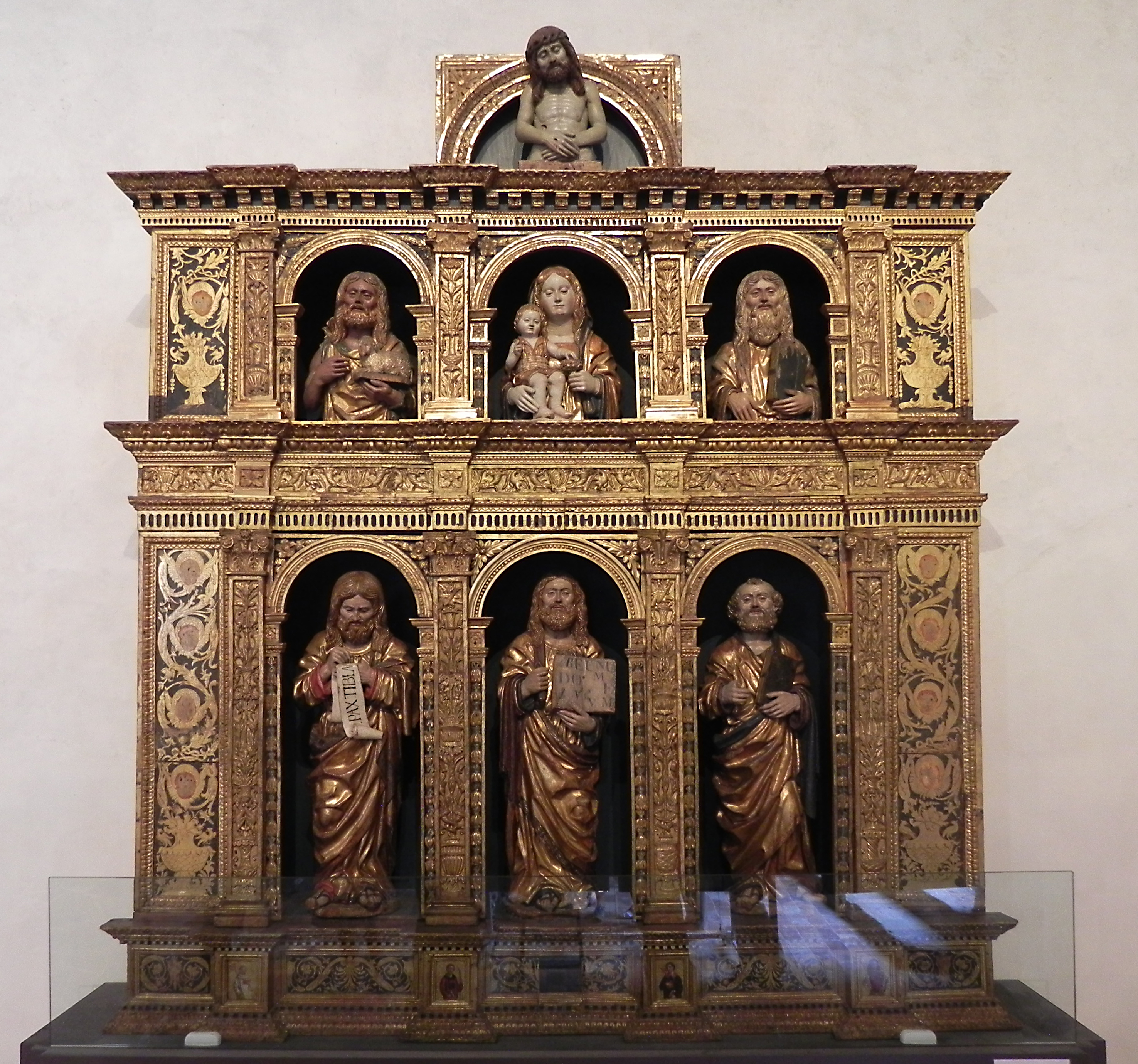
Ancona di San Bartolomeo, legno policromo e dorato, 1495/96, chiesa di San Bartolomeo, Albino

Pietro Bussolo, o da Bussero (1460 circa), è stato uno scultore italiano, attivo fra il 1473 ed il 1526, tra i maggiori esponenti della scultura lignea rinascimentale lombarda.

## Biografia
Nonostante si sia riuscito ad attribuire allo scultore un certo numero di opere, la scarna quantità di documenti giunti a noi danno poche informazioni certe riguardo alla sua vita.
 Un atto inedito del 9 dicembre 1486, registra che il padre Giovanni emancipa i figli Pietro e Giacomo dell'età maggiore di anni venti..
Sconosciute restano luogo e data esatta della sua nascita e della sua morte, ma grazie ad uno stato delle anime del comune di Salò, compilato tra il 1524 e il 1529, dove viene definito settantenne, oggi si fa risalire la sua data di nascita tra il 1460 e il 1462.

Esigue sono anche le notizie riguardo al suo nucleo famigliare. Sappiamo che aveva un fratello, Giacomo e che il padre, Giovanni, era detto “magister” e che sarebbe morto nel 1492, senza avere notizie certe della professione che svolgeva. Potrebbe venir identificato nel poverello sutore che nell'Archivio di Stato delle Famiglie, chiede un sussidio perché gravato de la mugliera et sey figlioti. Il fratello Giacomo risulta vivo ancora nel 1510. 
Sempre in base ai documenti pervenuti si può anche genericamente analizzare lo status sociale dell'artista, dove, se in un primo periodo della sua vita le numerose commissioni della fine del XV secolo in area bergamasca e bresciana gli permisero in quegli anni probabilmente di raggiungere un discreto benessere sociale, agli inizi del XVI secolo, il mutato clima culturale ridusse i lavori a lui commissionati tanto che si viene a conoscenza che nel secondo decennio del XVI secolo, mentre soggiorna a Milano, viene incarcerato (1520/1521) perché insolvente, mentre lo stato delle anime del comune di Salò (1524/29) oltre a definirlo settantenne lo definisce anche vagabondo, tanto da ipotizzare che negli ultimi anni della sua vita dovesse vivere in ristrettezze economiche.
La data della sua morte viene oggi collocata poco dopo il 1525 a Bergamo, a riferimento dell'ultimo documento dove viene menzionato lo scultore, ovvero un contratto di quegli anni riguardo alla realizzazione di tre animali fantastici per la chiesa di Santa Maria Maggiore di Bergamo, di cui uno mai realizzato, forse appunto a causa della morte dell'artista.

## Lo stile e le opere

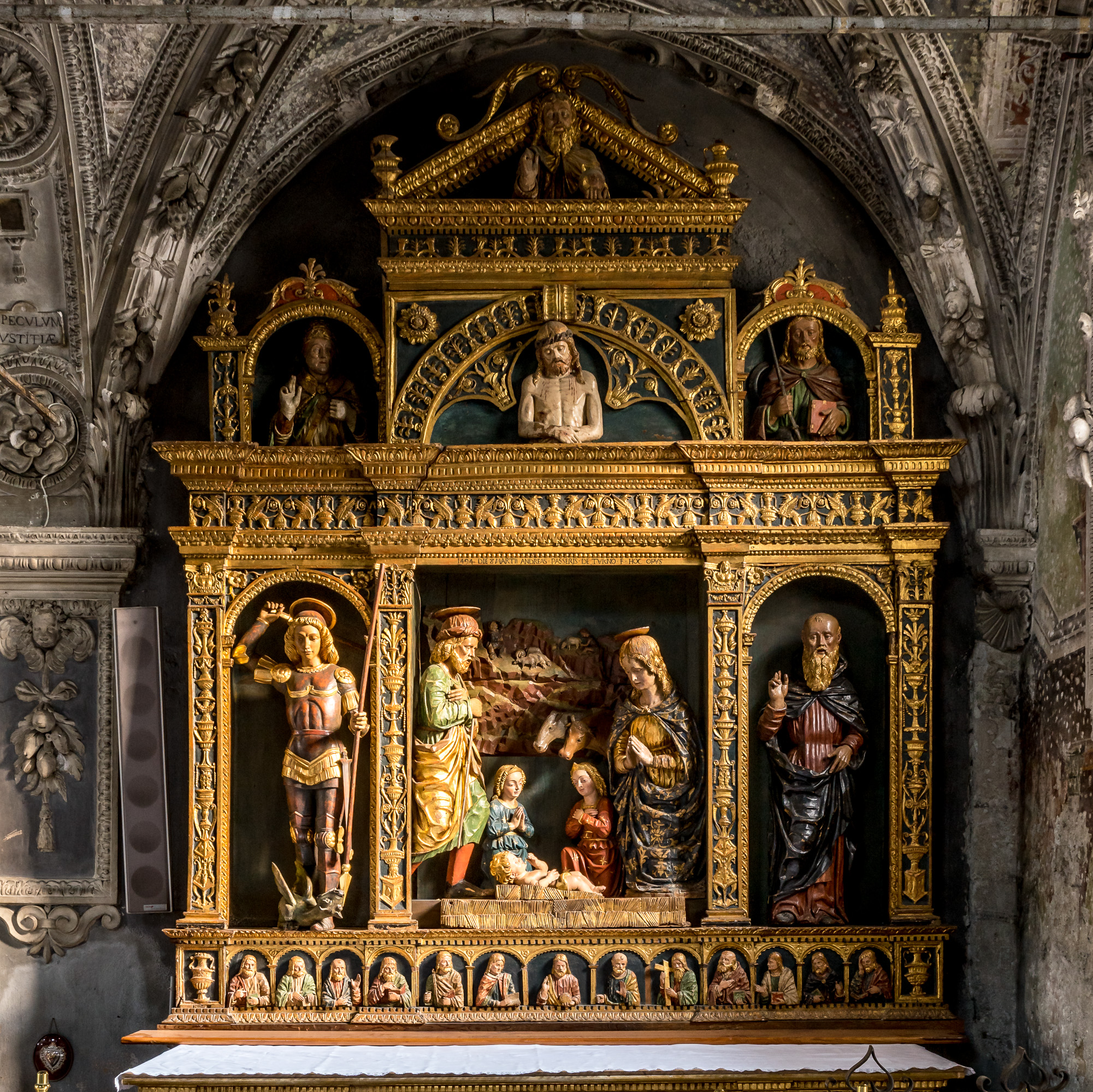
Ancona della Natività, legno dipinto e dorato, 1492, cappella della Beata Vergine, Chiesa di San Giorgio, Grosio

### Gli esordi: da Milano alla Valtellina
Scarna di notizie resta anche la formazione artistica dello scultore. Nel marzo del 1478 prese a lavorare Enrico Corani quale maestro per insegnargli intgliorum figurarum de lignaminis et alterius maneriem stipulando il suo primo contratto nel 1480, e assumendo un apprendista di nome Santino da Corbetta.  Dai primi documenti risulta che poco dopo aver superato la maggiore atà, aveva una sua bottega ben avviata, con aiutanti al seguito, licenziando il socio Marco Garidolfi. Difficile però è capire le caratteristiche della produzione di questo periodo, quasi tutta andata perduta, tra cui i lavori per la Certosa di Pavia e l'ancona di Santa Maria in San Martino a Treviglio (1485).
Unica opera superstire di questa sua prima produzione è la statua del “San Cristoforo” (Chiesa di San Cristoforo, Milano). Grazie a quest'opera si può notare che nel linguaggio di questi primi anni lo scultore risente ancora vagamente l'influenza di uno stile tardo gotico (ad esempio nel dettaglio dei ricci del Bimbo), mentre le proporzioni del santo, qui allungate, aggiungono ulterioreriormente una datazione precoce per la statua.
Sarà con il cantiere del santuario mariano di Santa Maria presso San Satiro, dove collabora a fianco dei plasticatori Giovanni e Gabriele Battaggio e Agostino de Fondulis, sotto la direzione artistica del Bramante, che il suo linguaggio artistico avrà una svolta fondamentale rispetto alla sua prima produzione. Qui assorbirà tutte le novità della cultura milanese dell'epoca, che si possono riscontrare poi in modo evidente nell'Ancona della Natività di Grosio, in Valtellina, realizzata nel 1492. Nell'impostazione degli ornati e della struttura della cornice architettonica si può vedere un chiaro riferimento all'Incisione Prevedari, i decori con vasi e chimere del fregio richiamano quelli eseguiti in terracotta da Agostino de Fondulis sempre a San Satiro, mentre le figure che riempiono le nicchie dell'ancona sono caratterizzate da una anatomia leggermente contratta e da panneggi "cartacei", tipici della scultura di quel periodo e della pittura di artisti come il Butinone.

### A Bergamo, nell'ultimo decennio del Quattrocento

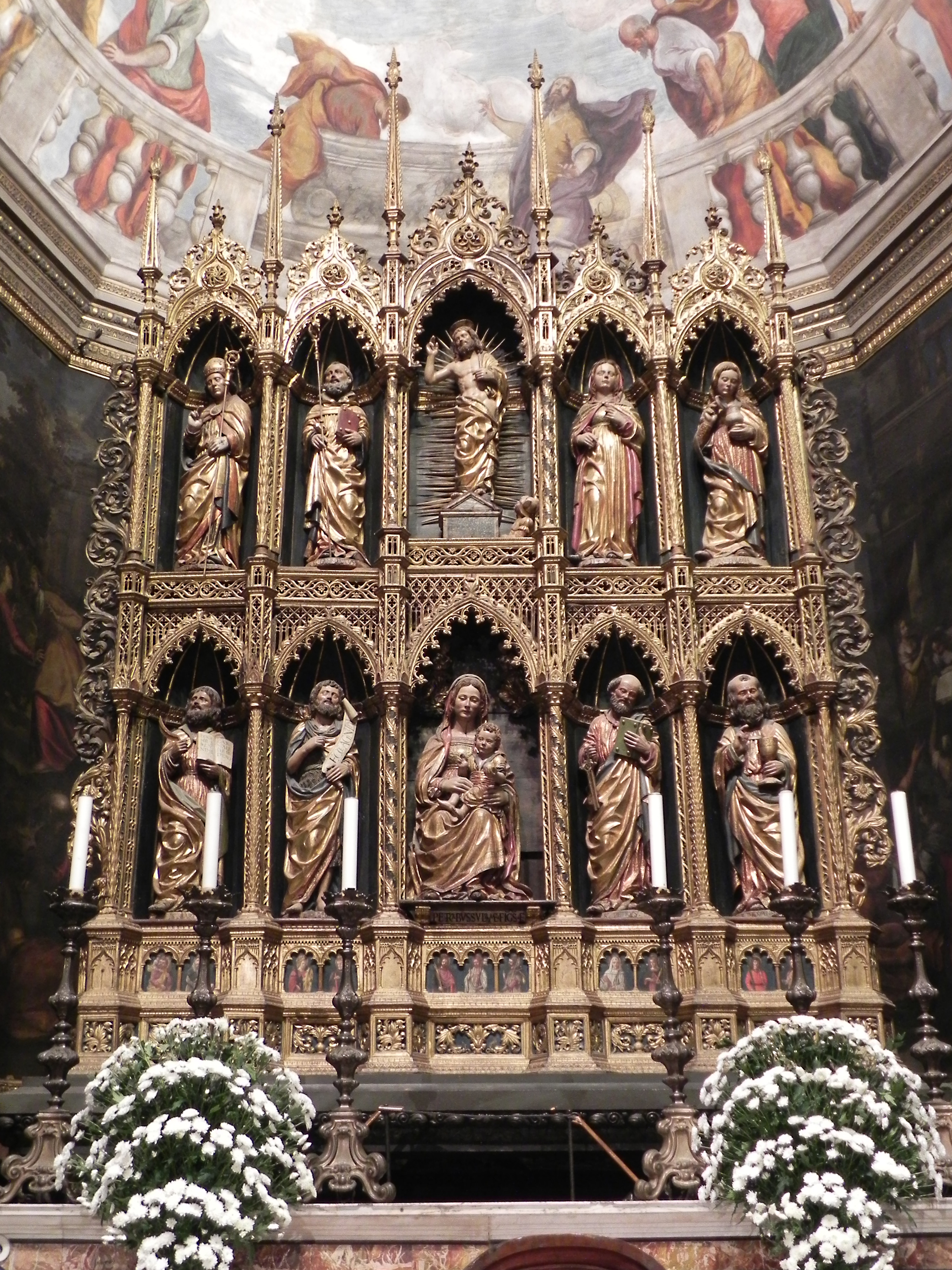
Ancona lignea dell'altare maggiore, duomo di Salò (BS), legno policromo e dorato, ancona di Bartolomeo da Isola Dovarese e statue di Pietro Bussolo

Nell'ultimo decennio del XV secolo lo scultore si sposta in area bergamasca. Registrata la sua domiciliazione nel Borgo sant'Antonio, nel 1490, e il contratto che viene stipulato nel 1492 per una pala per Ranica, oggi perduta, dove viene nominato come “intayador de anchoni” (intagliatore di ancone) da Bergamo. 
Nelle opere create nel primo periodo del soggiorno bergamasco, tra cui da ricordare vi sono il grande Crocifisso” conservato nell'Abbazia di Sant'Egidio in Fontanella (già Ardesio), la “Madonna con bambino” di Nese a Alzano Lombardo e San Bernardino conservato nell'omonima chiesa a Bergamo, Bussolo mostra un rinnovato contatto con la cultura figurativa milanese grazie a brevi rientri nella capitale del Ducato (1491-1492 e 1494-1495)  influenzato probabilmente dalla vista degli affreschi della serie “Uomini d’Arme” di Bramante e una particolare attenzione per la fisionomica. Si intravede anche una timida apertura alle sperimentazioni leonardesche, dove il risvolto nel panneggio della Madonna di Nese, è una citazione che riprende le vesti della prima versione della Vergine delle Rocce di Leonardo.
A Bergamo e nelle valli circostanti, soprattutto in Val Seriana, lascerà numerose testimonianze importanti: l'ancona di San Bartolomeo ad Albino, 1495-1496, il polittico di Sant'Andrea per Villa d'Adda (oggi al Museo Bernareggi), 1495-1500, il San Pietro nel polittico di Desenzano al Serio, realizzato dopo il 1499-1500 e l'ancona di Gandino, realizzata con collaboratori tra 1499-1501, di cui oggi restano solo alcune statue.
In questi anni lo scultore stempera le asprezze delle opere dei primi anni novanta a favore di un più smaccato classicismo, influenzato anche dalla visione di tre statue di Pietro Lombardo presenti sull'altare della Cappella Colleoni dal 1491. Sempre di questi anni dovrebbero anche risalire le due ancone lignee andate perse realizzate per la chiesa di Santo Stefano (oggi distrutta) a Bergamo e citate negli scritti di Marcantonio Michiel.
Altre sculture oggi note, come la “Santa Maria Maddalena” conservata nel borgo di Pagliaro e il “Cristo Risorto” di Gromo San Marino, se non sue, sono sicuramente avvicinabili alla sua cerchia e dimostrano quanto il suo linguaggio artistico abbia influenzato gli intagliatori locali.

### Da Bergamo a Salò

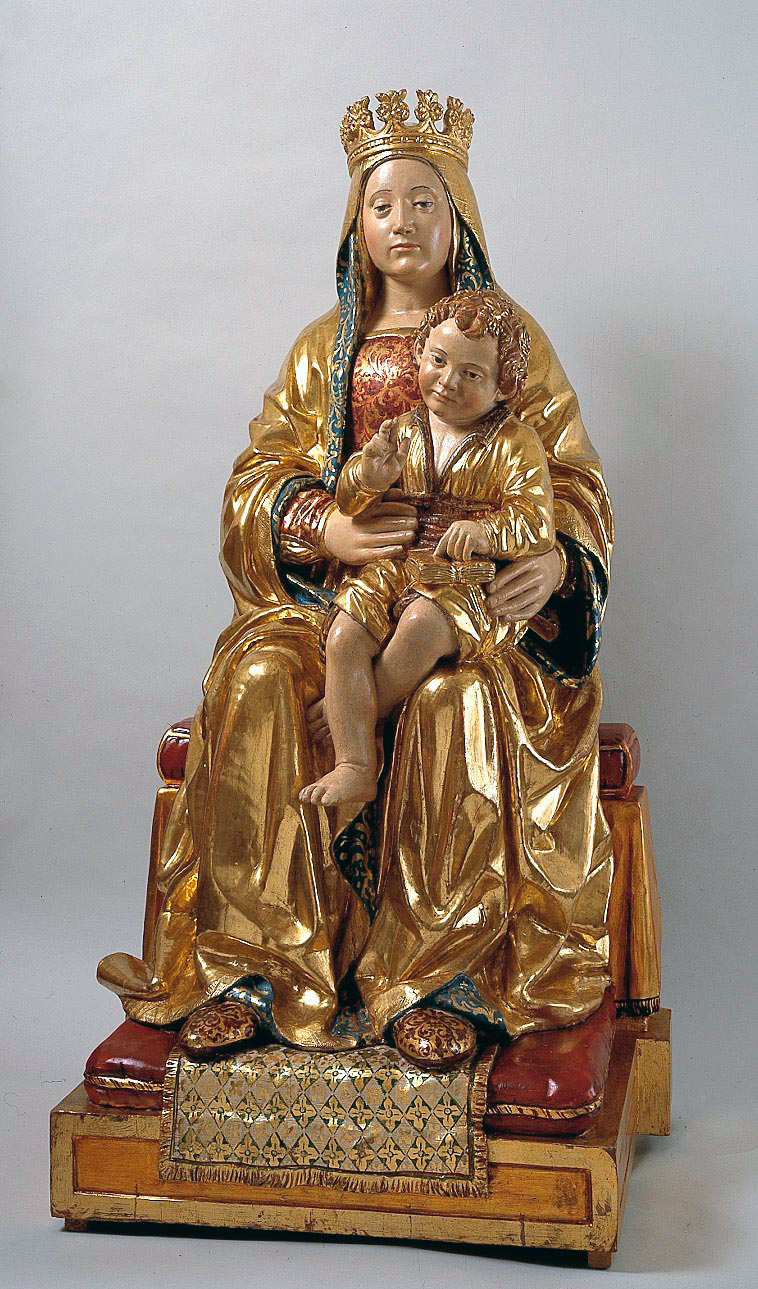
Madonna col Bambino, legno dipinto e dorato, Piano di Bovegno (BS)

Nei primi mesi del 1499 il Comune di Salò invia due messi a Bergamo per vedere le opere di Bussolo e prendere contatti con lui e nello stesso anno lo scultore si trasferisce a Salò grazie all'incarico che lo vede incaricato a completare l'ancona per l'altar maggiore della cattedrale, terminata nella sua struttura architettonica da Bartolomeo da Isola Dovarese ma priva delle dieci statue che devono riempire le nicchie.
Compresse negli spazi della carpenteria di gusto tardogotico le sculture costituiscono il capolavoro della maturità artistica del Bussolo: l'intensa umanità dei personaggi, i morbidi volumi e la solenne gravità dei panneggi, fanno trapelare la costante riflessione sui fatti artistici milanesi tra Leonardo, Vincenzo Foppa e Bernardo Zenale, declinati secondo un'interpretazione personale.
Sempre nel Duomo di Salò ed opera del Bussolo si possono ammirare gli altari di Santa Caterina e San Giuseppe (realizzati tra il 1510 e il 1516), così come la statua di un “San Giuseppe”, un “Sant'Antonio”, due figure che raffigurano Maria e San Giovanni evangelista dolenti (forse in origine messi ai lati del Crofisisso di Giovanni Teutonico sempre conservato nel Duomo) e se non suo, ma vicino al suo ambito, un Cristo, originariamente in croce e oggi rimaneggiato e reso deposto per essere inserito in un compianto ligneo.
Agli stessi anni risalgono altre sculture sia nel territorio gardesano, tra cui da citare la “Madonna con Bambino” di Bogliaco (Gargnano), che in Valtrompia, dove da ricordare c'è il possente “Sant'Antonio abate” di Bagolino (1510 circa) e la “Madonna con bambino” di Piano di Bovegno, importanti opere per capire l'aggiornamento sulla scultura bresciana e per i rapporti con l'attività di Maffeo Olivieri, mentre nonostante alcune opere a lui attribuite, resta priva di appigli cronologici la sua attività in Trentino.

### Gli ultimi anni
Nel 1516 Pietro Bussolo torna a Milano, ma il mutato clima culturale non favorisce l'inserimento dell'intagliatore sulla scena artistica e non sono documentate commesse.
Nel 1521 Bussolo torna quindi sulle rive del Garda, dove prende accordi con la Comunità di Muslone per un trittico del quale resta solo la “Madonna col Bambino”, dal morbido panneggio, mentre tra il 1524 e il 1529 viene documentato nel comune di Salò.
La carriera di Pietro Bussolo si conclude a Bergamo, nel cantiere di Santa Maria Maggiore: tra il 1525 e il 1526 realizza due figure di mostri marini montati sopra la trabeazione dell'iconostasi. L'artista è pagato per un terzo animale fantastico, iniziato e mai consegnato, forse a causa della morte sopraggiunta improvvisamente nella città che lo ha visto affermarsi nel panorama della scultura lignea rinascimentale lombarda.

## Opere

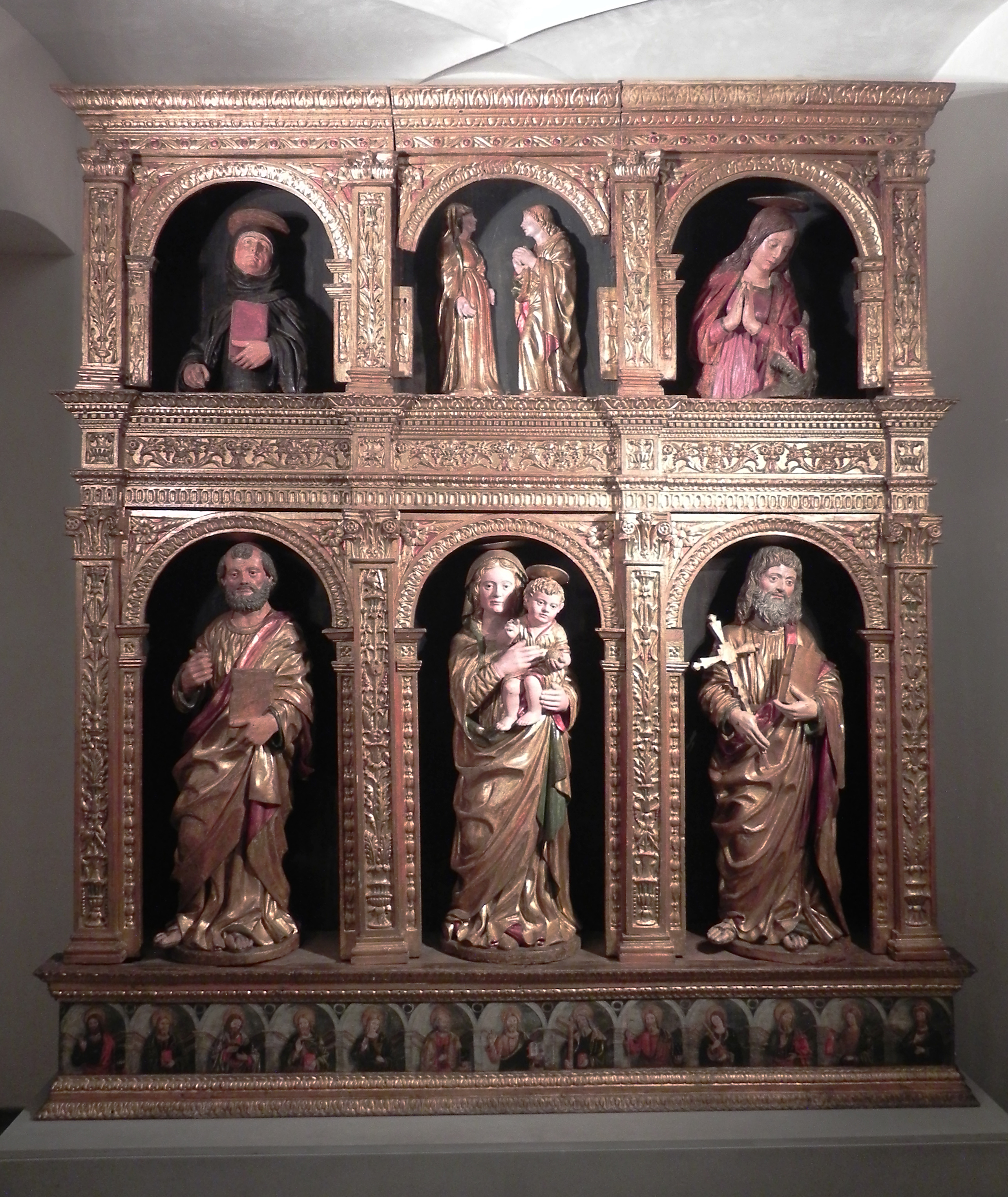
Polittico di Sant'Andrea, 1495-1500, Museo Adriano Bernareggi

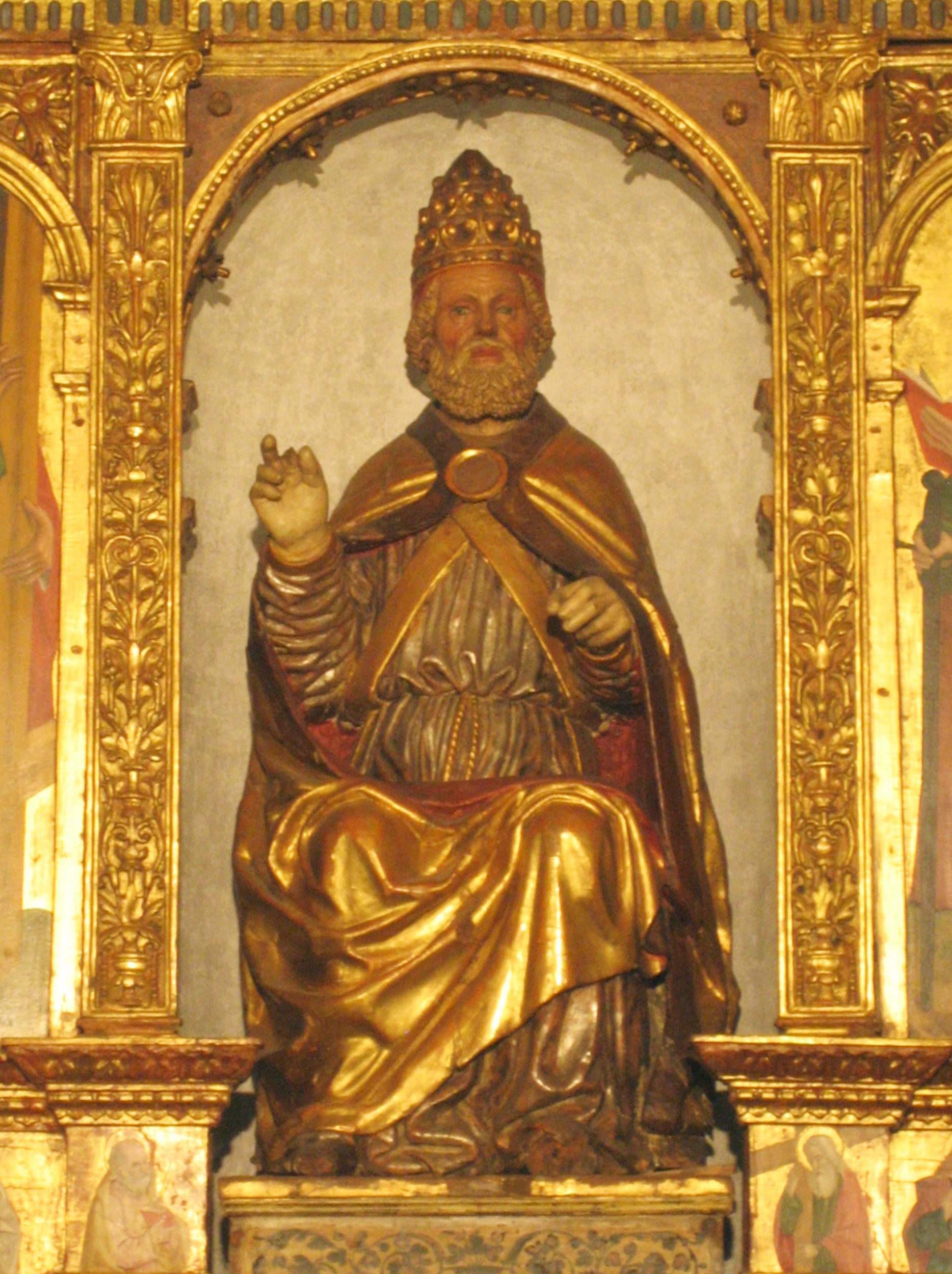
San Pietro, dettaglio del polittico di San Pietro, 1499/1500, chiesa di San Pietro, Desenzano al Serio

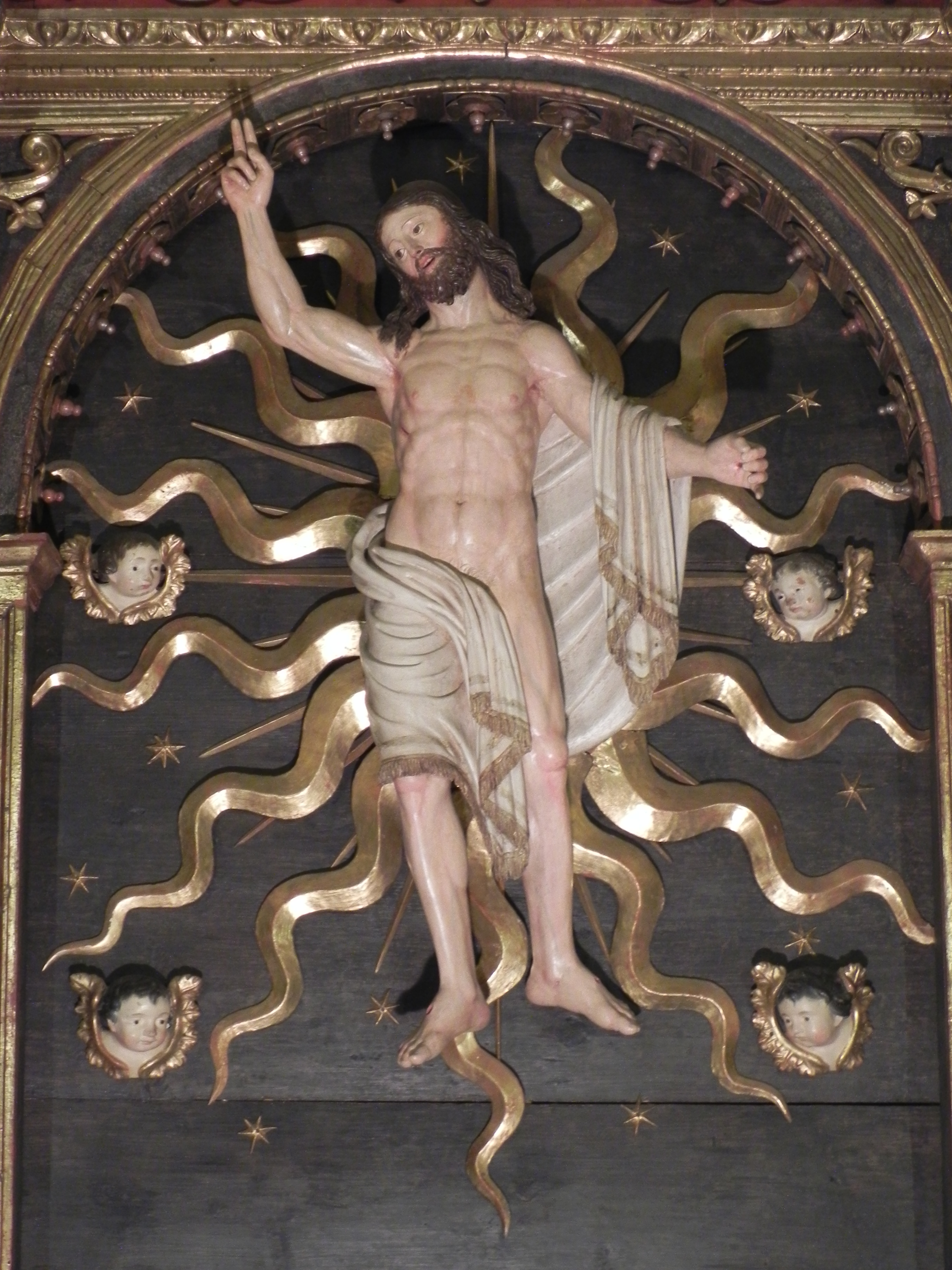
Ambito di Pietro Bussolo, Cristo risorto, 1510 circa, chiesa di Santa Maria Nascente, Gandellino

### Attribuzioni certe
- San Cristoforo, 1480/85 circa, legno intagliato e dipinto, Milano, Chiesa di San Cristoforo
- Ancona della Natività, 1492, Legno intagliato, dipinto e dorato, Grosio, Chiesa di San Giorgio
- Crocifisso, 1490/95, legno intagliato e dipinto, Fontanella al Monte, Abbazia di Sant’Egidio in Fontanella
- Madonna col Bambino, 1490/95 circa, Legno intagliato, dipinto e dorato, Nese di Alzano Lombardo, Santuario della Madonna del Giglio
- San Gioacchino, 1490 circa, Legno intagliato, dipinto e dorato, Parigi, Musée des Arts Décoratifs
- San Bernardino, 1490 circa, Legno intagliato, dipinto e dorato, Trento, Musei Civici
- San Bernardino, 1490/95, Legno intagliato, dipinto e dorato, Bergamo, Chiesa di San Bernardino in Pignolo
- Due figure di Santi,1490/95, Legno intagliato, dipinto e dorato, Bergamo, collezione privata
- Maconna con Bambino, 1490/95, Legno intagliato, dipinto e dorato, Bergamo, collezione privata
- Ancona di San Bartolomeo, 1495/96, Legno dipinto, policromo e dorato, Albino, Chiesa di San Bartolomeo
- Polittico di Sant'Andrea , 1495/1501, Legno intagliato, dipinto e dorato, Bergamo, Museo Bernareggi
- Madonna con Bambino (Pietro Bussolo e aiuti), 1498/1501, Legno intagliato, dipinto e dorato, Gandino, Museo della Basilica
- San Bernardino da Siena o Sant'Antonio da Padova e Sant'Alessandro martire, (Pietro Bussolo e aiuti), 1498/1501, Legno intagliato e dipinto, Gandino, Chiesa di Santa Croce e Sant'Alessandro
- Madonna orante, 1500 circa, Legno intagliato e dipinto, Torino, collezione privata
- San Vigilio Vescovo, fine del XV secolo, Legno intagliato, dipinto e dorato, Mantova, collezione privata
- Sant'Antonio Abate, fine del XV secolo, Legno intagliato, dipinto e dorato, Mantova, collezione privata
- Sant'Antonio Abate, fine del XV secolo, Legno intagliato, dipinto e dorato, Erba, Santa Maria degli Angeli
- San Pietro, inizi ‘500, Legno intagliato, dipinto e dorato, Desenzano al Serio, Parrocchia di San Pietro
- Imago Pietatis, 1501, Legno intagliato, dipinto e dorato, Gandino, Museo delle Orsoline di Gandino
- Ancona con santi (dieci statue), 1499/1501, Legno intagliato, dipinto e dorato, Salò, Duomo
- San Giuseppe, inizi ‘500, Legno intagliato, dipinto e dorato, Salò, Duomo
- Sant'Antonio, inizi ‘500, Legno intagliato, dipinto e dorato, Salò, Duomo
- Madonna in trono, inizi del '500, legno intagliato, dipinto e dorato, collezione D'Annunzio, andata distrutta
- Maria e San Giovanni dolenti, inizi ‘500, Legno intagliato, policromo e dorato, Salò, Duomo
- Santi Francesco e Agata, inizi '500, Legno intagliato, policromo e dorato, già Salò, Chiesa di San Bernardino, trafugate
- Sant'Antonio Abate, 1510 circa, Legno intagliato, policromo e dorato, Bagolino, Chiesa di San Giorgio
- Madonna con Bambino, 1510 circa, Legno intagliato, policromo e dorato, Gargnano, località Bogliaco, Santuario del Crocifisso
- San Rocco, 1510 circa, Legno intagliato, policromo e dorato, Gargnano, località Bogliaco
- Madonna con Bambino, 1510 circa, Legno intagliato, policromo e dorato, Bovegno, località Piano, Chiesa di Santa Maria Assunta
- Madonna adorante il Bambino, 1510/15, Legno intagliato, policromo e dorato, Carobbio degli Angeli, Parrocchia di Santo Stefano Protomartire
- Madonna con Bambino, 1521 circa, Legno intagliato, policromo e dorato, Gargnano, località Muslone, Chiesa di San Francesco
- Animali fantastici e motivi decorativi fitomorfici, 1525/26, Legno intagliato, Bergamo, Santa Maria Maggiore
- Apostolo orante da un'Assunzione, datazione incerta, Legno intagliato, Ubicazione ignota (già mercato antiquario 1960 circa)

### Opere di bottega o di ambito
- Crocifisso, (Pietro Bussolo e aiuti), 1500 circa, legno intagliato e dipinto, Gromo San Giacomo, parrocchia di San Giacomo Apostolo e San Vincenzo Martire
- Sant'Antonio, Pietro Bussolo e aiuti o seguace di Pietro Bussolo, 1490 circa, legno intagliato e dipinto, Milano, Civiche Raccolte d'Arte Applicata del Castello Sforzesco
- Due Santi Diaconi, Pietro Bussolo e aiuti, 1490 - 1510 circa, legno intagliato e dipinto, collezione privata, già mercato antiquario Galleria Bacarelli & Botticelli (Firenze)
- San Pietro, bottega di Pietro Bussolo, fine XV sec. – inizio XVI sec., legno intagliato, dipinto e dorato, Gandino, Museo della Basilica
- Cristo risorto, ambito di Pietro Bussolo, Legno intagliato, dipinto e dorato, Gromo San Marino, Chiesa di Santa Maria Nascente
- Santa Maria Maddalena, Bottega di Pietro Bussolo, legno intagliato, dipinto e dorato, Pagliaro, parrocchia del Corpus Domini
- Santo Stefano e San Vincenzo, collaboratore di Pietro Bussolo, legno intagliato, dipinto e dorato, Gandino, Museo della Basilica
- Cristo deposto (in origine Crocifisso), Bottega di Pietro Bussolo, Legno intagliato, dipinto e dorato, Salò, Duomo
- Madonna con Bambino, San Sebastiano e San Bernardino, seguace di Pietro Bussolo, 1490/95, legno intagliato, dipinto e dorato, Cosio Valtellino, località Regoledo di Cosio, chiesa di Santa Maria delle Ruscaine

### Attribuzioni incerte o poco approfondite
- Ancona di Santa Maria Assunta, collaboratore di Pietro Bussolo, legno intagliato, dipinto e dorato, chiesa di Santa Maria Assunta, Valgoglio
- Santa, fine del XV secolo, legno intagliato, dipinto e dorato, Milano, depositi delle Civiche Raccolte d'Arte Applicata del Castello Sforzesco
- Figura decorativa, fine del XV secolo, legno intagliato, dipinto e dorato, Milano, depositi delle Civiche Raccolte d'Arte Applicata del Castello Sforzesco
- Annunciata, 1480 circa, bassorilievo in legno intagliato, Milano, depositi delle Civiche Raccolte d'Arte Applicata del Castello Sforzesco
- Reliquiario di San Pietro, da un disegno di Pietro Bussolo (?), rame dorato e argento cesellati, Milano, Civiche Raccolte d'Arte Applicata del Castello Sforzesco.
- Sant'Antonio, Legno intagliato, dipinto e dorato, Zogno, località Piazza Martina, Chiesa di Sant'Antonio
- San Benedetto, Legno intagliato, Trezzo sull’Adda, Chiesa dei Santi Gervasio e Protasio